# Primera División Nacional de balonmano 2018-19
La temporada 2018-19 de la Primera División Nacional de balonmano enfrentó a 95 equipos divididos en 6 grupos de 16 equipos cada uno, distribuidos geográficamente.

### Grupo A
| Com. Aútónoma | Equipo                                       | Provincia  | Ciudad            | Pabellón                                     | Puesto Final |
| ------------- | -------------------------------------------- | ---------- | ----------------- | -------------------------------------------- | ------------ |
| Galicia       | Balonmán Saeplast Cañiza                     | Pontevedra | A Cañiza          | Pabellón Municipal de A Cañiza               | 6º           |
| Galicia       | Embutidos Lalinense                          | Pontevedra | Lalín             | Lalín Arena                                  | 3º           |
| Galicia       | Rodosa Bm Chapela                            | Pontevedra | Redondela         | Pabellón Municipal Manuel González Soto      | 5º           |
| Galicia       | Recdisma Octavio                             | Pontevedra | Vigo              | Pabellón de As Travesas                      | 16º          |
| Galicia       | Teucro Colegio San Narciso                   | Pontevedra | Pontevedra        | Pabellón Municipal de Deportes de Pontevedra | 7º           |
| Galicia       | Construcciones Castro Lavadores Vigo         | Pontevedra | Vigo              | Pabellón Municipal de Lavadores              | 1º           |
| Galicia       | Magope Seis do Nadal - Coia                  | Pontevedra | Vigo              | Polideportivo Municipal de Coia              | 8º           |
| Galicia       | Luceros                                      | Pontevedra | Cangas de Morrazo | Pabellón Municipal El Gatañal                | 11º          |
| Galicia       | Bueu Atlético Balonmán                       | Pontevedra | Bueu              | Pabellón Municipal de Bueu                   | 12º          |
| Galicia       | Calmear Rasoeiro BM                          | Pontevedra | El Grove          | Pabellón Novo Monte Da Vila                  | 15º          |
| Galicia       | OAR Coruña                                   | La Coruña  | La Coruña         | Polideportivo San Francisco Javier           | 14º          |
| Galicia       | Calvo Xiria                                  | La Coruña  | Carballo          | Pabellón Zona Escolar de Carballo            | 2º           |
| Galicia       | Conservas Boya BM. Camariñas                 | La Coruña  | Camariñas         | Pabellón Municipal O Areal                   | 13º          |
| Galicia       | Carnes do Ribeiro - Ourense Provincia Termal | Orense     | Ribadavia         | Pabellón Municipal O Consello                | 10º          |
| Asturias      | DKV Gijón                                    | Asturias   | Gijón             | Palacio de Deportes de Gijón                 | 9º           |
| Asturias      | Unión Financiera                             | Asturias   | Oviedo            | Pabellón Municipal de Vallobin               | 4º           |

- Ascendidos de Segunda Nacional: Carnes do Ribeiro

### Grupo B
| Com. Aútónoma       | Equipo                                | Provincia  | Ciudad                     | Pabellón                               | Puesto Final |
| ------------------- | ------------------------------------- | ---------- | -------------------------- | -------------------------------------- | ------------ |
| Asturias            | Cafés Toscaf Atlética                 | Asturias   | Avilés                     | Pabellón Municipal La Magdalena        | 2º           |
| Asturias            | Grupo IMQ                             | Asturias   | Gijón                      | Pabellón Braulio García                | 6º           |
| Comunidad de Madrid | Ikasa BM Madrid                       | Madrid     | Madrid                     | CDM Duet Francisco Fernández Ochoa     | 1º           |
| Comunidad de Madrid | Quental BM Pinto                      | Madrid     | Pinto                      | Pabellón Municipal Sandra Aguilar      | 5º           |
| Comunidad de Madrid | Safa Metlife                          | Madrid     | Madrid                     | Pabellón Colegio Sagrada Familia       | 7º           |
| Comunidad de Madrid | Santagadea Sport BM Sanse             | Madrid     | San Sebastián de los Reyes | Pabellón Municipal Valvanera           | 9º           |
| Comunidad de Madrid | Club Deportivo Iplacea                | Madrid     | Alcalá de Henares          | Pabellón Municipal Demetrio Lozano     | 13º          |
| Comunidad de Madrid | Jesmon BM Leganés                     | Madrid     | Leganés                    | Pabellón Municipal Olimpia             | 16º          |
| Castilla y León     | UBU San Pablo Burgos                  | Burgos     | Burgos                     | Polideportivo Municipal El Plantío     | 4º           |
| Castilla y León     | Universidad de León Ademar            | León       | León                       | Pabellón Universitario Hansi Rodríguez | 11º          |
| Castilla y León     | Embutidos Ezequiel BM Cuatro Valles   | León       | La Robla                   | Pabellón Municipal de La Robla         | 14º          |
| Castilla y León     | Autocares Sanalón Ciudad de Salamanca | Salamanca  | Salamanca                  | Polideportivo Río Tormes               | 8º           |
| Castilla y León     | Club Balonmano Soria                  | Soria      | Soria                      | Polideportivo San Andrés               | 3º           |
| Castilla y León     | Domusvi BM Arroyo                     | Valladolid | Arroyo de la Encomienda    | Pabellón Municipal La Flecha           | 10º          |
| Castilla y León     | CDBM Delicias                         | Valladolid | Valladolid                 | Complejo Canterac                      | 12º          |
| Castilla y León     | CD Universidad de Valladolid          | Valladolid | Valladolid                 | Fuente de la Mora                      | 15º          |

- Ascendidos de Segunda Nacional: Delicias, Iplacea, Cuatro Valles
- Descendidos de División de Honor Plata: Ikasa, Grupo Covadonga

### Grupo C
| Com. Aútónoma | Equipo                                | Provincia | Ciudad                 | Pabellón                                 | Puesto final |
| ------------- | ------------------------------------- | --------- | ---------------------- | ---------------------------------------- | ------------ |
| Aragón        | Azulejos Moncayo CD El Pilar Maristas | Zaragoza  | Zaragoza               | Colegio El Pilar Maristas                | 9º           |
| Aragón        | Stadium Casablanca                    | Zaragoza  | Zaragoza               | Eduardo Lastrada                         | 5º           |
| Aragón        | BM Dominicos Zaragoza                 | Zaragoza  | Zaragoza               | PDM Salduba                              | 11º          |
| Cantabria     | Valco Panamá BM Corrales              | Cantabria | Los Corrales de Buelna | Pabellón Municipal Corrales              | 14º          |
| Euskadi       | Egia Kopidin                          | Guipúzcoa | San Sebastián          | Polideportivo de Eguía                   | 13º          |
| Euskadi       | Somos Éibar Eskubaloia                | Guipúzcoa | Éibar                  | Polideportivo de Ipurúa                  | 8º           |
| Euskadi       | Tolosa CF Eskubaloia                  | Guipúzcoa | Tolosa                 | Polideportivo Usabal                     | 1º           |
| Euskadi       | Ereintza Aguaplast                    | Guipúzcoa | Rentería               | Polideportivo Municipal Galtzaraborda    | 4º           |
| Euskadi       | Alcorta Forging Group Elgoibar        | Guipúzcoa | Elgóibar               | Olaizaga Kiroldegia                      | 12º          |
| Euskadi       | Balonmano Romo Indupime               | Vizcaya   | Guecho                 | Polideportivo Gobela                     | 16º          |
| Euskadi       | Trapagarán                            | Vizcaya   | Valle de Trápaga       | Polideportivo Municipal Valle de Trápaga | 3º           |
| Euskadi       | Urban Cabero Balonmano Barakaldo      | Vizcaya   | Baracaldo              | Polideportivo Lasesarre                  | 15º          |
| Navarra       | Helvetia Anaitasuna 'B'               | Navarra   | Pamplona               | Pabellón Anaitasuna                      | 2º           |
| Navarra       | Beti Onak                             | Navarra   | Villava                | Pabellón Municipal Hermanos Induráin     | 7º           |
| Navarra       | Uharte                                | Navarra   | Uharte                 | Polideportivo Ugarrandia                 | 6º           |
| Navarra       | Jacar San Antonio                     | Navarra   | Pamplona               | Polideportivo Arrosadía                  | 10º          |

- Ascendidos de Segunda Nacional: Stadium Casablanca

### Grupo D
| Com. Autónoma | Equipo                              | Provincia | Ciudad                      | Pabellón                                   | Puesto final |
| ------------- | ----------------------------------- | --------- | --------------------------- | ------------------------------------------ | ------------ |
| Cataluña      | Unió Esportiva Sarrià               | Gerona    | Sarriá de Ter               | Pavelló Esportiu Sarriá                    | 1º           |
| Cataluña      | Avannubo BM La Roca                 | Barcelona | La Roca del Vallés          | Pavelló Nou                                | 4º           |
| Cataluña      | CH La Salle Montcada                | Barcelona | Moncada y Reixach           | Pabellón Municipal Miquel Poblet           | 11º          |
| Cataluña      | CH Sant Esteve de Palautordera      | Barcelona | Santa María de Palautordera | Pavelló Municipal Els Quatre Hereus        | 14º          |
| Cataluña      | CH Sant Esteve Sesrovires           | Barcelona | San Esteban de Sasroviras   | Pavelló Poliesportiu Municipal             | 3º           |
| Cataluña      | Club d'Handbol Palautordera Salicru | Barcelona | Santa María de Palautordera | Pavelló Josep Maria i Llavina              | 10º          |
| Cataluña      | Handbol Esplugues                   | Barcelona | Esplugas de Llobregat       | CEM Les Moreres                            | 8º           |
| Cataluña      | Handbol Sant Cugat                  | Barcelona | San Cugat del Vallés        | Zona Esportiva Municipal Rambla del Celler | 9º           |
| Cataluña      | Handbol Sant Joan Despí             | Barcelona | San Juan Despí              | Poliesportiu Salvador Gimeno               | 12º          |
| Cataluña      | Handbol Sant Quirze                 | Barcelona | San Quirico de Tarrasa      | Pabellón Municipal Sant Quirze             | 2º           |
| Cataluña      | Handbol Sant Vicenç Bar Mi Casa     | Barcelona | San Vicente dels Horts      | Poliesportiu Municipal Sant Josep          | 16º          |
| Cataluña      | Joventut Handbol Mataró             | Barcelona | Mataró                      | Pavelló Teresa María Roca i Vallmajor      | 5º           |
| Cataluña      | KH7 BM Granollers 'B'               | Barcelona | Granollers                  | Palacio de Deportes de Granollers          | 7º           |
| Cataluña      | La Salle Bonanova                   | Barcelona | Barcelona                   | Polideportivo La Salle Bonanova            | 15º          |
| Cataluña      | OAR Gracia Sabadell                 | Barcelona | Sabadell                    | Pabellón Municipal OAR Gracia Sabadell     | 6º           |
| Cataluña      | Poblenou                            | Barcelona | Pueblo Nuevo                | Pavello de la Mar Bella                    | 13º          |

- Ascendidos de Segunda Nacional: Poblenou y La Salle Bonanova

### Grupo E
| Com. Aútónoma        | Equipo                                      | Provincia      | Ciudad               | Pabellón                                      | Puesto final |
| -------------------- | ------------------------------------------- | -------------- | -------------------- | --------------------------------------------- | ------------ |
| Comunidad Valenciana | BM Ilicar Mare Nostrum Torrevieja           | Alicante       | Torrevieja           | Pabellón Municipal Cecilio Gallego            | 5º           |
| Comunidad Valenciana | Balonmano Elda Centro Excursionista Eldense | Alicante       | Elda                 | Pabellón Rafael Tapia Valdés                  | 2º           |
| Comunidad Valenciana | Handbol Villa Antonia Sant Joan             | Alicante       | San Juan de Alicante | Polideportivo Municipal de Sant Joan          | 6º           |
| Comunidad Valenciana | Horneo Sporting Alicante                    | Alicante       | Alicante             | Polideportivo Municipal Pitiu Rochel          | 3º           |
| Comunidad Valenciana | BM Elche Vulcanizados Alberola              | Alicante       | Elche                | Polideportivo Municipal de Carrús             | 8º           |
| Comunidad Valenciana | Hipanitas BM Petrer                         | Alicante       | Petrel               | Pabellón Gedeón y Isaías Guardiola            | 11º          |
| Comunidad Valenciana | Club Balonmano Almoradí                     | Alicante       | Almoradí             | Pabellón de Deportes Mayte Andreu             | 12º          |
| Comunidad Valenciana | BM Servigroup Benidorm 'B'                  | Alicante       | Benidorm             | Palau d'Esports L'Illa de Benidorm            | 13º          |
| Comunidad Valenciana | Club Handbol Vila Real                      | Castellón      | Villarreal           | Centre de Tecnificació Esportiva de Vila Real | 10º          |
| Comunidad Valenciana | CB Visconfort Maristas Algemesí             | Valencia       | Algemesí             | 9 d'octubre                                   | 1º           |
| Comunidad Valenciana | Club Handbol Alcasser Walker's WP           | Valencia       | Alcácer              | Pabellón Municipal de Alcácer                 | 15º          |
| Comunidad Valenciana | Levante UDBM Marni                          | Valencia       | Valencia             | Polideportivo Marni                           | 7º           |
| Comunidad Valenciana | Fertiberia Puerto Sagunto 'B'               | Valencia       | Puerto de Sagunto    | Pabellón Municipal Internucleos               | 9º           |
| Islas Baleares       | Handbol Club Playasol Ibiza                 | Islas Baleares | Ibiza                | Pabellón Municipal de Es Pratet               | 4º           |
| Región de Murcia     | San Lorenzo                                 | Murcia         | Puente Tocinos       | Pabellón Municipal de Puente Tocinos          | 14º          |

- Ascendidos de Segunda Nacional: Benidorm 'B' y San Lorenzo Puente Tocinos

### Grupo F
| Com. Aútónoma      | Equipo                                 | Provincia              | Ciudad                     | Pabellón                              | Puesto final |
| ------------------ | -------------------------------------- | ---------------------- | -------------------------- | ------------------------------------- | ------------ |
| Andalucía          | Club Balonmano Bahía de Almería        | Almería                | Almería                    | Pabellón Antonio Rivera               | 4º           |
| Andalucía          | BM Ciudad de Algeciras                 | Cádiz                  | Algeciras                  | Pabellón Ciudad de Algeciras          | 10º          |
| Andalucía          | Cajasur CBM                            | Córdoba                | Córdoba                    | Palacio MD Vista Alegre               | 1º           |
| Andalucía          | BM Aguilar Aceitunas Torrent           | Córdoba                | Aguilar de la Frontera     | Pabellón Alcalde Pablo Hurtado Zurera | 16º          |
| Andalucía          | BM Maracena Innjoo                     | Granada                | Maracena                   | Pabellón Ciudad Deportiva de Maracena | 3º           |
| Andalucía          | GAES Málaga                            | Málaga                 | Málaga                     | José Luis Pérez Canca                 | 2º           |
| Andalucía          | Colegio Maravillas Benalmádena         | Málaga                 | Benalmádena                | Pabellón Benalmádena Pueblo           | 11º          |
| Andalucía          | BM Montequinto Ciudad de Dos Hermanas  | Sevilla                | Dos Hermanas               | Pabellón Municipal de Montequinto     | 12º          |
| Andalucía          | Balonmano Triana                       | Sevilla                | Sevilla                    | Pabellón El Paraguas                  | 15º          |
| Canarias           | Gourmet Ampate Lanzarote               | Las Palmas             | Arrecife                   | Pabellón Municipal de Titerroy        | 5º           |
| Canarias           | BM Ingenio Familia López Fabelo        | Las Palmas             | Ingenio                    | Polideportivo Municipal Chano Melian  | 8º           |
| Canarias           | Balonmano Tenerife Tejina              | Santa Cruz de Tenerife | San Cristóbal de la Laguna | IES Antonio González de Tejina        | 14º          |
| Castilla-La Mancha | BM Caserío de Ciudad Real              | Ciudad Real            | Ciudad Real                | Pabellón Quijote Arena                | 6º           |
| Castilla-La Mancha | MGN BM Bolaños                         | Ciudad Real            | Bolaños de Calatrava       | Pabellón Macarena Aguilar             | 7º           |
| Extremadura        | Club Balonmano Villafranca Extremadura | Badajoz                | Villafranca de los Barros  | Pabellón Extremadura                  | 13º          |
| Melilla            | CD Melilla Virgen de la Victoria       | Melilla                | Melilla                    | Pabellón Lázaro Fernández             | 9º           |

- Ascendidos de Segunda Nacional: Bahía de Almería, Tejina y Maravillas
- Descendidos de División de Honor Plata: Lanzarote

## Equipos clasificados
Equipos clasificados para la Fase de ascenso a División de Honor Plata. 

### Equipos por comunidades autónomas
| 1º                                   | Cajasur CBM                                 | Unió Esportiva Sarrià           | GAES Málaga          |
| 2º                                   | Construcciones Castro Lavadores Vigo        | Cafés Toscaf Atlética           | Ikasa BM Madrid      |
| 3º                                   | Balonmano Elda Centro Excursionista Eldense | Calvo Xiria                     | Handbol Sant Quirze  |
| 4º                                   | Helvetia Anaitasuna 'B'                     | CB Visconfort Maristas Algemesí | Tolosa CF Eskubaloia |
| Resultados finales tras la Jornada 3 |                                             |                                 |                      |

* Con flecha, los equipos ascendidos a final de temporada